# San Miguel Cajonos
San Miguel Cajonos är en ort i Mexiko.   Den ligger i kommunen San Francisco Cajonos och delstaten Oaxaca, i den sydöstra delen av landet, 400 km sydost om huvudstaden Mexico City. San Miguel Cajonos ligger 1 956 meter över havet och antalet invånare är 192.
Terrängen runt San Miguel Cajonos är bergig åt nordväst, men åt sydost är den kuperad. Runt San Miguel Cajonos är det ganska glesbefolkat, med 32 invånare per kvadratkilometer. Närmaste större samhälle är Santa María Mixistlán, 18,7 km öster om San Miguel Cajonos. I omgivningarna runt San Miguel Cajonos växer i huvudsak blandskog.